# المخشار (الملاح)

تعديل مصدري - تعديل

المخشار هي إحدى قرى عزلة الملاح بمديرية الملاح التابعة لمحافظة لحج، بلغ تعداد سكانها 55 نسمة حسب تعداد اليمن لعام 2004.